# Egidio Montesinos
Egidio Montesinos, (El Tocuyo, Lara, 1 de septiembre de 1831-ibidem, 26 de julio de 1913) fue un educador venezolano, fundador de uno de los colegios de primaria más importante del Estado Lara, enseñó filosofía, geografía, historia y cosmografía hasta el día de su muerte.

## Vida y Obra
Fue hijo del prócer de la independencia Pedro Manuel Montesinos y de Francisca Canelón. Quedó huérfano de padre a temprana edad, por tanto, a costa de grandes sacrificios hechos por su madre, logró asistir a clases en el Colegio Nacional El Tocuyo.
En 1849 se gradúa de bachiller en filosofía. A los dos meses de su graduación, ingresa como docente en el mismo plantel que lo educó. Desde ese año, y hasta 1863, regentó 6 cursos de filosofía en el Colegio Nacional El Tocuyo. En 1855 dictó clases de geografía, historia y cosmografía y fundó la cátedra de Urbanidad y Buenas maneras. Fue nombrado administrador de rentas del colegio y en 1859 ocupó el cargo de vicerrector. 
Fundó el 15 de noviembre de 1863 en El Tocuyo, su propio plantel, el Colegio La Concordia. Se dedicó a él con abnegación por el resto de sus días, y fue considerado uno de los mejores institutos educativos del occidente del país, por lo que el instituto atrajo a muchos alumnos de toda la región larense.
En 1869 queda eliminado el Colegio Nacional, quedando como único colegio El Tocuyo en la zona. El colegio La Concordia fue incorporado en 1873 al Sistema de Institutos de Enseñanza Pública, y en junio de 1874 recibió la autorización para conferir grados de enseñanza secundaria.
Montensinos llegó a dictar hasta 16 cursos de filosofía, siendo al mismo tiempo, profesor de varias asignaturas en cada curso, Fue escritor didáctico, escribió varios textos escolares y tratados de moral. Publicó varias adquisiciones filosóficas en El Correo de Caracas. Siendo un hombre de muchos principios, casi nunca salía de su casa, ubicada en los mismos predios del colegio. 
José Gil Fortoul, quien fue uno de sus alumnos, relató que se le iba a visitar como en un santuario. Debido a su avanzada edad, en sus últimos años, aceptó compartir con uno de sus hijos, Egidio Montesinos Agüero, las tareas de enseñanza y administración del Colegio La Concordia, el cual fue clausurado poco después de la muerte de su fundador.